# Alfred Vohrer

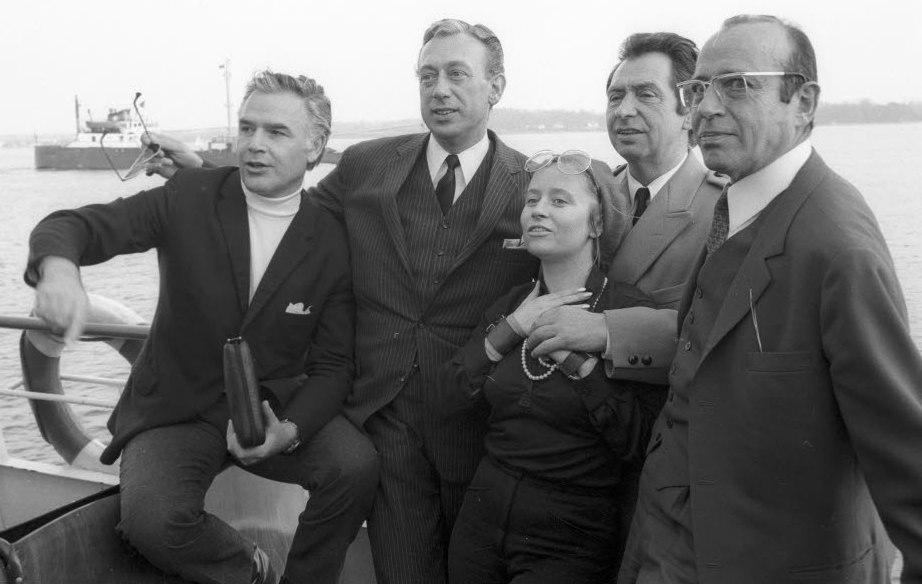
Regisseur Alfred Vohrer (2 v. r.) mit Joachim Fuchsberger (links), Horst Tappert (2. v. l.), Hilde Brand und Konrad Georg (rechts); 1969

Alfred Adolf Vohrer (* 19. Dezember 1918 oder 29. Dezember 1914 in Stuttgart; † 3. Februar 1986 in München) war ein deutscher Filmregisseur und Drehbuchautor.

## Leben

### Anfänge
Alfred Vohrer, Sohn von Else Vohrer, geborene Weller, und des Kaufmanns Adolf Vohrer, besuchte in seiner Geburtsstadt die Realschule und nahm anschließend drei Jahre Schauspiel- und Gesangsunterricht. In den 1930er Jahren wurde er Mitglied des Württembergischen Staatstheaters in Stuttgart. Während des Zweiten Weltkrieges wurde Vohrer eingezogen und verlor 1941 in Russland seinen rechten Arm. Anschließend betätigte er sich als Volontär bei der Ufa, wo er bis Kriegsende als Regieassistent für Harald Braun und Alfred Braun arbeitete.
In den ersten Nachkriegsjahren war die deutsche Filmindustrie sehr geschwächt, sodass Vohrer zunächst beim Rundfunk arbeitete. 1946 bis 1948 war er Oberspielleiter bei Radio Stuttgart, bis er 1949 wieder zur Filmarbeit zurückkehrte, wenn auch fast unbemerkt und ohne Wissen des Publikums. Er wurde Synchronregisseur bei der Münchener Motion Picture Export Association und trat 1950 als Gesellschafter mit Josef Wolf als Teilhaber in die Synchronfirma Ultra-Film GmbH in München ein. 1953 entstand in Berlin die Ultrasynchron Vohrer & Wolf. In den folgenden Jahren war Vohrer für die Synchronisation von nahezu 1000 Filmen verantwortlich, darunter zahlreiche Klassiker wie Die Faust im Nacken (On The Waterfront, USA 1954) oder Die Brücke am Kwai (The Bridge on the River Kwai, GB/USA 1957).
Im Jahr 1956 plante die Ultra-Film ein erstes eigenes Filmprojekt, Zum Leben verdammt, dessen Drehbuch von Vohrer stammte. Das Vorhaben wurde allerdings verworfen.
1958 produzierte dieselbe Filmgesellschaft im Zuge der erfolgreichen Halbstarken- und Jugendproblemfilme den Film Schmutziger Engel, mit dem Vohrer sein Regiedebüt vorlegte. Weitere drei Filme dieses Genres folgten, wobei Vohrer insbesondere mit Verbrechen nach Schulschluß überzeugen konnte.
Der Problemfilm Bis dass das Geld Euch scheidet … (1960) war eher durchschnittlich, brachte Vohrer aber erstmals mit dem Berliner Produzenten Artur Brauner zusammen.

### Regisseur bei Rialto Film
Für Vohrers endgültigen Durchbruch war ein ehemaliger Produktionsleiter Brauners verantwortlich, der mittlerweile zum Produktionschef der deutschen Rialto Film aufgestiegen war: Horst Wendlandt. Dieser engagierte Vohrer für den Edgar-Wallace-Film Die toten Augen von London (1961), der sich zum bis dahin größten Erfolg der bereits etablierten Serie entwickelte. Für den ersten Farbfilm der Rialto, Unser Haus in Kamerun, wurde ebenfalls Vohrer als Regisseur gewählt.
1962 drehte er zwei weitere Edgar-Wallace-Filme, insgesamt wurden es 14, darunter Das Gasthaus an der Themse (1962), Der Zinker (1963), Der Hexer (1964), Neues vom Hexer (1965) und Die blaue Hand (1967). Vohrer avancierte zum meistbeschäftigten Regisseur bei Wallace und Rialto.
Auch bei Wendlandts Karl-May-Filmreihe wurde Vohrer federführender Regisseur. 1962 sollte er Der Schatz im Silbersee inszenieren. Die Constantin-Film, die die Edgar-Wallace- und Karl-May-Serie in Auftrag gab, bestand bei letzterer aber auf ihrem Vertragsregisseur Harald Reinl. Vohrer erhielt aber 1964 die Gelegenheit, mit dem Film Unter Geiern einen Film der Western-Serie zu verfilmen. Der vergleichsweise actionbetonte Film entwickelte sich zum größten Auslandserfolg unter allen Karl-May-Verfilmungen. Der zweite May-Film Vohrers, Old Surehand 1. Teil (1965), wurde nicht fortgesetzt. Der an den inzwischen erfolgreicheren Italowestern orientierte Winnetou und sein Freund Old Firehand (1966) war schließlich der letzte Karl-May-Film den er für die Rialto realisierte.
Bis Ende 1968 hatte Vohrer insgesamt 19 Filme für die Rialto gedreht, zwischenzeitlich jedoch auch für andere Produktionsfirmen gearbeitet. So entstand 1963 der Krimi Ein Alibi zerbricht als Produktion der Sascha-Film in Wien. Die Gesellschaftskomödie Lange Beine – lange Finger entstand 1966 mit hohem Aufwand bei Artur Brauners CCC-Film.
Vohrer 1965: „Ob ein Film erfolgreich ist oder nicht, entscheidet sich für meine Begriffe an der Kinokasse – egal ob er künstlerisch wertvoll ist oder ob er künstlerisch nicht wertvoll ist.“

### Wechsel zu Roxy-Film
Als das Niveau der Edgar-Wallace-Produktionen Ende der 60er Jahre und auch der Publikumserfolg nachließ, wechselte Vohrer zur Münchener Roxy-Film unter Luggi Waldleitner. Dort entstanden zunächst die Krimis Sieben Tage Frist und Perrak sowie die Sexkomödien Herzblatt oder Wie sag ich’s meiner Tochter? und Das gelbe Haus am Pinnasberg.
Ab 1971 konnte Vohrer mit sechs Verfilmungen von Romanen Johannes Mario Simmels an den Erfolg früherer Jahre anknüpfen. Nebenbei entstanden die Puschkin-Verfilmung Und der Regen verwischt jede Spur sowie die Erich-Kästner-Adaption Drei Männer im Schnee.
Auch die Konsalik-Verfilmung Wer stirbt schon gerne unter Palmen für die TV-13-Produktion sowie die zwei Ganghofer-Adaptionen Der Edelweißkönig und Das Schweigen im Walde für die CTV-72-Produktion fanden hohen Publikumszulauf, wurden von der Filmkritik jedoch verrissen. Sein Film Jeder stirbt für sich allein fand hingegen bei Kritikern Anerkennung. Seine Filme hatten dreimal die Goldene Leinwand erhalten. Das Publikumsinteresse am Kino war ab der zweiten Hälfte der 1970er Jahre aber deutlich gesunken, sodass Vohrer ab 1976 ausschließlich für das Fernsehen arbeitete.

### Fernsehen
Alfred Vohrer arbeitete ab 1975 für die Serie Derrick. Ab 1977 drehte er außerdem für die Serie Der Alte, für die er auch viermal als Autor verantwortlich zeichnete. Er zählte zu den meistbeschäftigten Regisseuren der beiden Serien.

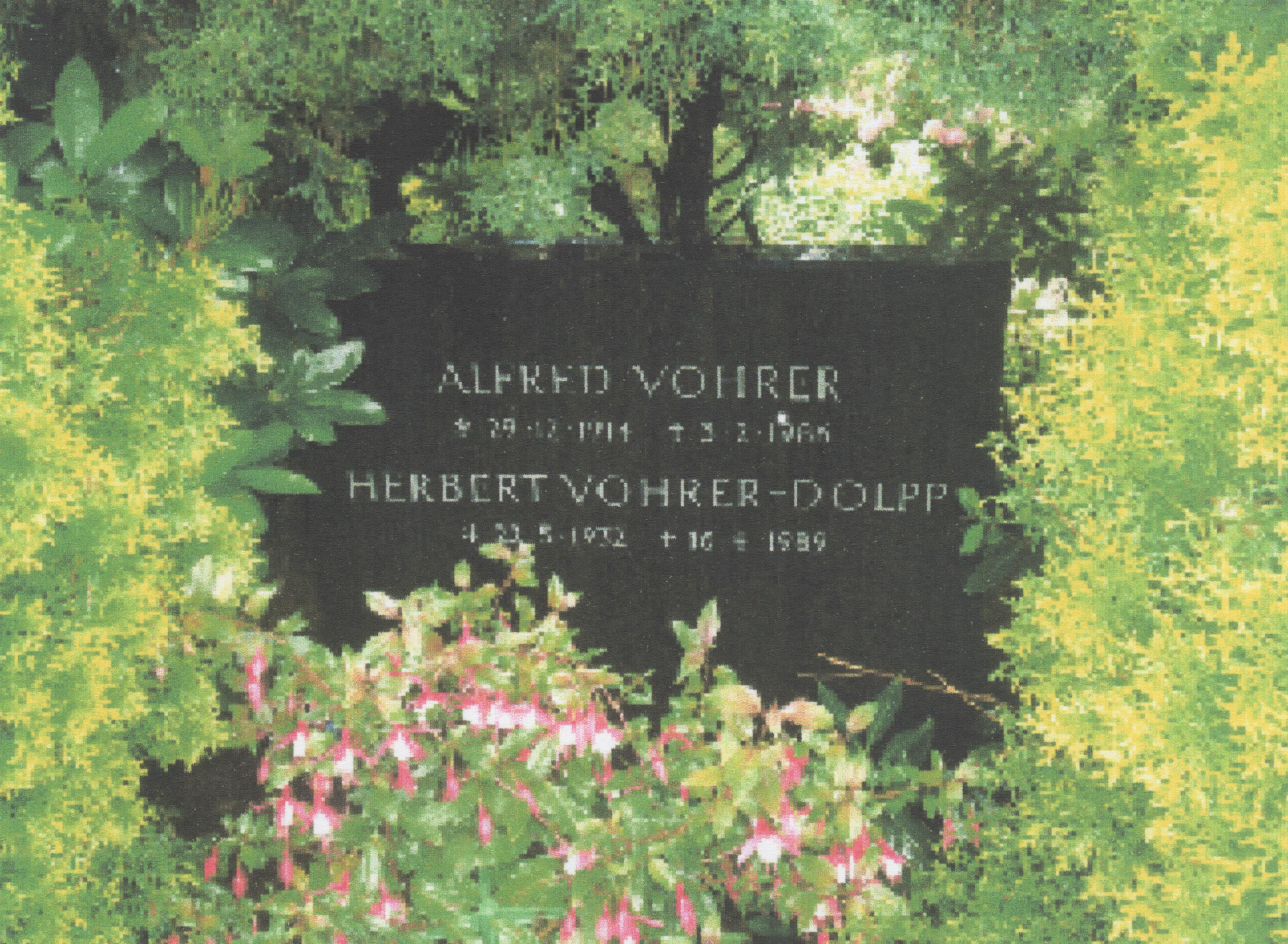
Grabstätte von Alfred Vohrer

In den 1980er Jahren kamen noch zahlreiche Episodenfilme verschiedener Genres dazu. Weißblaue Geschichten mit Gustl Bayrhammer, Hessische Geschichten mit Günter Strack und Krumme Touren mit Manfred Krug hatten hohe Einschaltquoten, sodass das ZDF nicht an Vohrer vorbeikam, als es die Prestige-Serien Das Traumschiff (1983) und Die Schwarzwaldklinik produzierte. Darüber hinaus drehte er weitere Folgen von Derrick.

### Tod
Alfred Vohrer war evangelisch und ledig. Seit der Mitte der 1950er Jahre lebte er mit seinem Lebensgefährten und Adoptivsohn Herbert in Berlin-Dahlem. Er starb am 3. Februar 1986 im Alter von 71 Jahren in München. Sein Leichnam wurde von einem Regieassistenten entdeckt, der Vohrer im Hotel aufsuchen wollte, da er zu den Dreharbeiten einer neuen Folge von Der Alte nicht erschienen war. Seine letzte Ruhe fand er auf dem Waldfriedhof Dahlem in Berlin, im Feld 008-170.

## Filmografie

### Regieassistenz
- 1942: Zwischen Himmel und Erde (Regie: Harald Braun)
- 1942: Hab mich lieb! (Regie: Harald Braun)
- 1942/51: Augen der Liebe (Regie: Alfred Braun)
- 1944: Nora (Regie: Harald Braun)
- 1944: Träumerei (Regie: Harald Braun)
- 1945: Der stumme Gast (Regie: Harald Braun)
- 1945: Der Puppenspieler (Regie: Alfred Braun; unvollendet)

### Dialogregie (Auswahl)
(sortiert nach Erstaufführung in Deutschland)
- 1949: Arzt und Dämon (Dr. Jekyll and Mr. Hyde)
- 1949: Erpressung (A Woman’s Face)
- 1949: Humoreske (Humoresque)
- 1949: Polonaise (A Song to Remember)
- 1950: Die Freibeuterin (The Spoilers)
- 1950: Die Schlangengrube (The Snake Pit)
- 1950: Der schwarze Spiegel (The Dark Mirror)
- 1950: Schlagende Wetter (How Green Was My Valley)
- 1950: König der Toreros (Blood and Sand)
- 1950: Immer wieder Glück (Puppentrickfilm)
- 1950: Rächer der Unterwelt (The Killers)
- 1950: Hemmungslose Liebe (Possessed)
- 1950: Todsünde (Leave Her to Heaven)
- 1951: Wem die Stunde schlägt (For Whom the Bell Tolls)
- 1951: Der Mann, der herrschen wollte (All the King’s Men)
- 1952: Viva Zapata!
- 1952: Entscheidung vor Morgengrauen (Decision Before Dawn)
- 1953: Schnee am Kilimandscharo (The Snows of Kilimanjaro)
- 1954: Verdammt in alle Ewigkeit (From Here to Eternity)
- 1954: Die Faust im Nacken (On the Waterfront)
- 1955: Das Ende einer Affaire (The End of the Affair)
- 1955: … und nicht als ein Fremder (Not as a Stranger)
- 1956: Ehe in Fesseln (Queen Bee)
- 1956: Picknick (Picnic)
- 1956: Der Mann mit dem goldenen Arm (The Man with the Golden Arm)
- 1956: Außer Rand und Band (Rock Around the Clock)
- 1956: Geliebt in alle Ewigkeit (The Eddy Duchin Story)
- 1956: Die Rebellenbraut (La escondida)
- 1956: Odongo
- 1957: Der Mann, den keiner kannte (Interpol)
- 1957: Hyänen der Straße (The Brothers Rico)
- 1957: Spiel mit dem Feuer (Fire Down Below)
- 1958: Die Brücke am Kwai (The Bridge on the River Kwai)
- 1958: Flucht in Ketten (The Defiant Ones)
- 1958: African Queen (The African Queen)
- 1959: Laßt mich leben (I Want to Live!)
- 1959: Sie kamen nach Cordura (They Came to Cordura)
- 1959: Mitten in der Nacht (Middle of the Night)
- 1959: Sie küßten und sie schlugen ihn (Les Quatre Cents Coups)
- 1960: Nur wenige sind auserwählt (Song without End)
- 1962: Die Mühle der versteinerten Frauen (Il mulino delle donne di pietra)

### Regie
- 1958: Schmutziger Engel
- 1958: Meine 99 Bräute
- 1959: Verbrechen nach Schulschluß
- 1960: Mit 17 weint man nicht
- 1960: Bis dass das Geld Euch scheidet …
- 1961: Die toten Augen von London
- 1961: Unser Haus in Kamerun
- 1962: Die Tür mit den sieben Schlössern
- 1962: Das Gasthaus an der Themse
- 1963: Der Zinker
- 1963: Das indische Tuch
- 1963: Ein Alibi zerbricht
- 1964: Wartezimmer zum Jenseits
- 1964: Der Hexer
- 1964: Unter Geiern
- 1965: Neues vom Hexer
- 1965: Old Surehand 1. Teil
- 1966: Lange Beine – lange Finger
- 1966: Der Bucklige von Soho
- 1966: Winnetou und sein Freund Old Firehand
- 1967: Die blaue Hand
- 1967: Der Mönch mit der Peitsche
- 1968: Der Hund von Blackwood Castle
- 1968: Im Banne des Unheimlichen
- 1968: Der Gorilla von Soho
- 1969: Der Mann mit dem Glasauge
- 1969: Sieben Tage Frist
- 1969: Herzblatt oder Wie sag ich’s meiner Tochter?
- 1970: Das gelbe Haus am Pinnasberg
- 1970: Perrak
- 1971: Und Jimmy ging zum Regenbogen
- 1971: Liebe ist nur ein Wort
- 1972: Der Stoff aus dem die Träume sind
- 1972: Und der Regen verwischt jede Spur
- 1973: Alle Menschen werden Brüder
- 1973: Gott schützt die Liebenden
- 1974: Drei Männer im Schnee
- 1974: Wer stirbt schon gerne unter Palmen
- 1974: Die Antwort kennt nur der Wind
- 1975: Verbrechen nach Schulschluß
- 1975: Derrick: Kamillas junger Freund (TV-Film)
- 1975: Der Edelweißkönig
- 1976: Jeder stirbt für sich allein
- 1976: Derrick: Tote Vögel singen nicht (TV-Film)
- 1976: Derrick: Schock (TV-Film)
- 1976: Anita Drögemöller und die Ruhe an der Ruhr
- 1976: Das Schweigen im Walde
- 1976: Derrick: Hals in der Schlinge (TV-Film)
- 1976: Derrick: Offene Rechnung (TV-Film)
- 1977: Derrick: Das Kuckucksei (TV-Film)
- 1977: Der Alte: Zwei Mörder (TV-Film)
- 1977: Der Alte: Blütenträume (TV-Film)
- 1977: Der Alte: Verena und Annabelle (TV-Film)
- 1977: Der Alte: Erkältung im Sommer (TV-Film)
- 1977: Derrick: Tod eines Fans (TV-Film)
- 1977: Derrick: Ein Hinterhalt (TV-Film)
- 1978: Der Alte: Bumerang (TV-Film)
- 1978: Derrick: Kaffee mit Beate (TV-Film)
- 1978: Der Alte: Die Sträflingsfrau (TV-Film)
- 1978: Derrick: Lissas Vater (TV-Film)
- 1978: Derrick: Die verlorenen Sekunden (TV-Film)
- 1978: Der Alte: Marholms Erben (TV-Film)
- 1978: Der Alte: Mordanschlag (TV-Film)
- 1979: Derrick: Ein unheimliches Haus (TV-Film)
- 1979: Der Alte: Teufelsbrut (TV-Film)
- 1979: Derrick: Das dritte Opfer (TV-Film)
- 1979: Derrick: Der Todesengel (TV-Film)
- 1980: Der Alte: Die tote Hand (TV-Film)
- 1980: Liebe bleibt nicht ohne Schmerzen (TV-Episodenfilm)
- 1980: Derrick: Zeuge Yurowski (TV-Film)
- 1980: Derrick: Pricker (TV-Film)
- 1980: Der Alte: Freispruch (TV-Film)
- 1981: Der Alte: Bis daß der Tod uns scheidet (TV-Film)
- 1981: Derrick: Das sechste Streichholz (TV-Film)
- 1981: Derrick: Tod im See (TV-Film)
- 1982: Liebe hat ihre Zeit (TV-Episodenfilm)
- 1982: Georg Thomallas Geschichten: Ein bißchen Halleluja (TV-Film)
- 1982: Georg Thomallas Geschichten: Ein Geschenk des Himmels (TV-Film)
- 1982: Derrick: Die Fahrt nach Lindau (TV-Film)
- 1982: Väter (TV-Episodenfilm)
- 1982: Derrick: Das Alibi (TV-Film)
- 1982: Derrick: Der Mann aus Kiel (TV-Film)
- 1983: Rendezvous der Damen (TV-Episodenfilm)
- 1983: Derrick: Geheimnisse einer Nacht (TV-Film)
- 1983: Das Traumschiff: Marrakesch (TV-Film)
- 1983: Das Traumschiff: Kenia (TV-Film)
- 1983: Das Traumschiff: Karibik (TV-Film)
- 1983: Das Traumschiff: Kenia (Dez 1983) (TV-Film)
- 1983: Das Traumschiff: Amazonas (TV-Film)
- 1984: Das Traumschiff: Rio (TV-Film)
- 1984: Weißblaue Geschichten: Der Kurpfuscher / Der Seemann / Der Kraftprotz (TV-Episodenfilm)
- 1984: Weißblaue Geschichten: Der Schlaumeier / Der Tandler / Das Gspusi (TV-Episodenfilm)
- 1984: Weißblaue Geschichten: Der Freund / Der Vater / Der Heilige / Der Retter (TV-Episodenfilm)
- 1984: Derrick: Drei atemlose Tage (TV-Film)
- 1984: Derrick: Tödlicher Ausweg (TV-Film)
- 1984: Krumme Touren (TV-Episodenfilm)
- 1984: Derrick: Ein Mörder zu wenig (TV-Film)
- 1984: Der Lehrer und andere Schulgeschichten (TV-Episodenfilm)
- 1984: Derrick: Gangster haben andere Spielregeln (TV-Film)
- 1985: Schöne Ferien – Urlaubsgeschichten aus Kenia (TV-Film)
- 1985: Die Schwarzwaldklinik: Die Heimkehr (TV-Film)
- 1985: Die Schwarzwaldklinik: Hilfe für einen Mörder (TV-Film)
- 1985: Die Schwarzwaldklinik: Der Weltreisende (TV-Film)
- 1985: Die Schwarzwaldklinik: Sterbehilfe (TV-Film)
- 1985: Die Schwarzwaldklinik: Die Entführung (TV-Film)
- 1985: Die Schwarzwaldklinik: Die Wunderquelle (TV-Film)
- 1985: Die Schwarzwaldklinik: Die Schuldfrage (TV-Film)
- 1985: Die Schwarzwaldklinik: Der Dieb (TV-Film)
- 1985: Die Schwarzwaldklinik: Der Kunstfehler (TV-Film)
- 1985: Die Schwarzwaldklinik: Die Mutprobe (TV-Film)
- 1985: Die Schwarzwaldklinik: Vaterschaft (TV-Film)
- 1985: Die Schwarzwaldklinik: Die falsche Diagnose (TV-Film)
- 1986: Hessische Geschichten: Gewußt wo / Auf immer und ewig / Sicher ist sicher (TV-Episodenfilm)
- 1986: Hessische Geschichten: Erna mon amour / Die größten Kartoffeln / Die Wildsau (TV-Episodenfilm)
- 1986: Weißblaue Geschichten: Die Goldene Hochzeit / Der Glückspilz / Der Klangkörper / Der Landarzt (TV-Episodenfilm)
- 1986: Weißblaue Geschichten: Der Amerikaner / Der Erlkönig / Der Gondoliere (TV-Episodenfilm)
- 1986: Weißblaue Geschichten: Der Kohlhas / Der Gendarm / Der Schutzheilige (TV-Episodenfilm)
- 1986: Derrick: Naujocks trauriges Ende (TV-Film)
- 1986: Derrick: Das absolute Ende (TV-Film)

## Hörspiele (Auswahl)
Die ARD-Hörspieldatenbank enthält (Stand: März 2025) für den Zeitraum von 1945 bis 1948 insgesamt 46 Datensätze, bei denen Alfred Vohrer als Regisseur geführt wird.
- 1945: John Galsworthy: Der Apfelbaum (Radio Stuttgart)
- 1945: Eduard Mörike: Mozart auf der Reise nach Prag (Radio Stuttgart)
- 1946: Oscar Wilde: Das Gespenst von Canterville (Radio Stuttgart)
- 1946: Hans Sattler: Der Weg des Wolfgang Amadeus Siebenhaar (Radio Stuttgart)
- 1946: Alexander Puschkin: Boris Godunow (Radio Stuttgart)
- 1946: Curt Goetz: Das Märchen (Radio Stuttgart)
- 1946: Maxim Gorki: Malva (Radio Stuttgart)
- 1946: Ossip Dymow: Dreimal Zwischenfälle (3 Teile) (Radio Stuttgart)
- 1946: Mark Twain: Die Millionen-Pfundnote (Radio Stuttgart)
- 1946: Hans Sattler: Die Nacht von Soledad (Radio Stuttgart)
- 1947: Carl Zuckmayer: Der Hauptmann von Köpenick (Radio Stuttgart)
- 1947: Arnold Ridley: Der Geisterexpress (Radio Stuttgart)
- 1947: George Bernard Shaw: Helden (Radio Stuttgart)
- 1947: Erich Kästner: Das lebenslängliche Kind (Radio Stuttgart)
- 1947: E. T. A. Hoffmann: Der Goldschmied von Paris (Radio Stuttgart)
- 1947: Fred Wiesen: Die Geheimen (Radio Stuttgart)
- 1948: Leonhard Frank: So kann's nicht weitergehen! (Radio Stuttgart)